# Lesley Roy
Lesley Roy, född 17 september 1986 i Dublin och uppvuxen i Balbriggan utanför staden, är en irländsk singer-songwriter. År 2006 blev hon signad för ett irländskt skivbolag licensierat till Jive Records och 2008 släppte hon sitt debutalbum Unbeautiful som Max Martin var exekutiv producent på. Senare så fokuserade hon på sitt låtskriveri och fick då uppmärksamhet från managern Marc Jordan som ligger bakom Rihannas genombrott. Som låtskrivare har hon skrivit låtar till artister som Adam Lambert, Miss Montreal, Medina, Jana Kramer och Marlee Scott.
Roy skulle ha representerat Irland i Eurovision Song Contest 2020 i Rotterdam med låten "Story of My Life" men på grund av coronaviruspandemin 2019–2021 så ställdes tävlingen in, vilket gjorde att hon istället fick medverka i 2021 års tävling med en ny låt. 
Roy har varit gift med sin amerikanska maka sedan 2010.
Roy identifierar sig som icke-binär och använder både hon/henne och de/dem pronomen.